# Der Mieter (Tschechow)

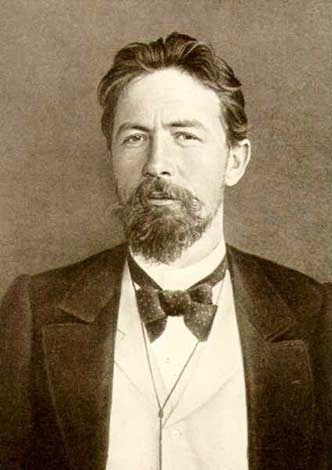
Anton Tschechow

Der Mieter (russisch Жилец, Schilez) ist eine Kurzgeschichte des russischen Schriftstellers Anton Tschechow, die am 1. November 1886 in der Nr. 44 der humoristischen Wochenzeitschrift Oskolki erschien.
Um Mitternacht schlug der noch junge Glatzkopf Brykowitsch, vormals Jurist, wutentbrannt in der Pension „Tunis“ die Türen. Wieder einmal hatte ihn seine Gattin, die Besitzerin der Pension, bis zur Weißglut gereizt. Ein Ablassventil ist rasch gefunden. Der Mieter Chaljawkin, ein Geiger, kommt nach Hause. Als der betrunkene Musiker sein Zimmer 31 aufschließt, will ihm Brykowitsch die längst fällige Miete abknöpfen. Chaljawkin hat selbst im Suff eine Ausrede parat, die greift: Besitzerin der Pension ist, wie jeder weiß, die „hochzuverehrende Frau Gemahlin“. Er, der Herr Brykowitsch, sei weiter nichts als ein Mieter, wie jeder andere hier. Brykowitsch erregt sich über die Unverschämtheit. Der Musikus gibt zu, Brykowitsch habe die Pension als Mitgift genommen. Damit bringt er den „Hausherrn“ noch mehr in Rage.
Aber Brykowitsch hat als gelernter Jurist einen scharfen Verstand, der selbst mitten in der Nacht emsig arbeitet. Das Denkresultat ist – dem Mieter Chaljawkin muss recht gegeben werden. Brykowitsch verträgt sich mit dem Musikanten. Auf Zimmer 31 trinkt man zusammen Wodka.
Immer einmal in den nächsten Nächten festigen die beiden Mieter auf Zimmer 31 die neue Freundschaft mit jenem Alkohol.

## Verwendete Ausgabe
- Gerhard Dick (Hrsg.), Wolf Düwel (Hrsg.): Anton Tschechow: Gesammelte Werke in Einzelbänden: Der Mieter. S. 587–593 in: Gerhard Dick (Hrsg.): Anton Tschechow: Vom Regen in die Traufe. Kurzgeschichten. Aus dem Russischen übersetzt von Ada Knipper und Gerhard Dick. Mit einem Vorwort von Wolf Düwel. 630 Seiten. Rütten & Loening, Berlin 1964 (1. Aufl.)[3]